# Ciriaco González Carvajal
Ciriaco González Carvajal (Sevilla, 17 de abril de 1745 - post. 1828) fue un jurista y político español. 

## Biografía
Nació en Sevilla el 17 de abril de 1745, en el seno de una familia acomodada. Su padre, Pedro González Mateo, había nacido en Manzanares, Calahorra; su madre, María Catalina Carvajal, era sevillana. Estudió en el colegio de San Dionisio de Teólogos y Juristas de Granada, perteneciente a la Compañía de Jesús, donde se matriculó en 1760 y permaneció allí cuatro años. Pasó luego a la Universidad de Granada y se graduó de bachiller en Derecho Canónico y luego de licenciado. En 1777 viajó a Filipinas como Oidor de la Real Audiencia de Manila. Fue director de la Sociedad Económica de esta ciudad, creada en 1781. En 1786 fue nombrado intendente de Filipinas. En dicho año, mientras era Oidor en la Real Audiencia de Manila, propuso abastecer los asentamientos de España en California desde Manila, trayendo de vuelta las pieles de nutria a Manila. Imaginó curtirlas en la Bahía de Lampon, desarrollando así económicamente a las Filipinas. Este plan fue anulado por la Real Compañía de Filipinas.
Desde 1790 fue Oidor Decano de la Real Audiencia de México y luego, tras su regreso a Sevilla en 1810, Secretario del Despacho del Consejo y Cámara de Indias. En 1812 desempeñó para la Regencia el cargo de Secretario interino de Estado y del Despacho de la Gobernación de Ultramar, durante la ausencia del titular: 23 de junio de 1812 (Gazeta, 27/06/1812) a 23 de octubre de 1812 (Gazeta, 30/11/1812). Ciriaco González Carvajal es conocido principalmente por su idea de crear la Lotería Nacional de España, “un medio para aumentar los ingresos del erario público sin quebranto para los contribuyentes”. Esta "Lotería Moderna" fue aprobada por las Cortes de Cádiz el 23 de noviembre de 1811. Fue hermano de Tomás González Carvajal (1753-1834).
Se desconoce su fecha exacta de fallecimiento, pero todavía vivía en 1828, ya que en dicha fecha firma un “Expediente de clasificación de jubilación”.